# Prostitution en Albanie
La prostitution en Albanie est interdite. Avant l'effondrement de l'Union soviétique au début des années 1990, la prostitution en Albanie était pratiquement inconnue. La migration des zones rurales vers les villes et les problèmes économiques qui ont suivi l'effondrement soviétique ont poussé certaines femmes à se prostituer.
La prostitution de rue est pratiquée près du centre de la capitale, Tirana, principalement par des hommes et des femmes roms. Certains étudiants travaillent comme prostituées dans des hôtels ou des motels de Tirana et d'autres grandes villes, où se trouvent également des bordels.
L'ONG Aksion Plus fournit aux travailleuses du sexe des activités de plaidoyer, d'éducation et de soutien.

## Législation
Trois articles du code pénal de la république d'Albanie interdisent la prostitution et les activités connexes :
- Article 113, Prostitution (achat et vente de sexe)
- Article 114, Exploitation de la prostitution ("encouragement, médiation ou versement d'une indemnité pour l'exercice de la prostitution")
- Article 115, Utilisation de locaux à des fins de prostitution (" gestion, utilisation, financement ou location de locaux à des fins de prostitution")
- Les articles 110 a) et 128 b) interdisent le trafic sexuel et la main-d’œuvre et prescrivent des peines de huit à 15 ans d’emprisonnement.

## Trafic sexuel
Les trafiquants d'êtres humains exploitent les victimes nationales et étrangères en Albanie. Les femmes et les enfants albanais sont victimes de trafic sexuel et de travail forcé dans le pays, en particulier pendant la saison touristique. Les trafiquants utilisent de fausses promesses telles que des offres de mariage ou d'emploi pour forcer les victimes à se livrer au trafic sexuel. Les victimes albanaises sont victimes de trafic sexuel dans des pays d'Europe, en particulier au Kosovo, en Grèce, en Italie, en Belgique, en Allemagne, en Suisse, en Macédoine du Nord, en Norvège, aux Pays-Bas et au Royaume-Uni. Des victimes étrangères originaires de pays européens et des Philippines ont été victimes de trafic sexuel et de travail forcé en Albanie. Les migrants du Moyen-Orient, d'Asie centrale et d'Afrique qui transitent par l'Albanie pour rejoindre l'Europe de l'Ouest sont également vulnérables.
En 2018, la police d'État albanaise a arrêté 20 trafiquants sexuels présumés au nom des autorités italiennes et grecques.
Le Bureau de surveillance et de lutte contre la traite des personnes du département d'État des États-Unis classe l'Albanie parmi les pays du « niveau 2 ».